# Малый баклан
Малый баклан (лат. Microcarbo pygmaeus) — вид птиц из семейства баклановых.

## Общая характеристика

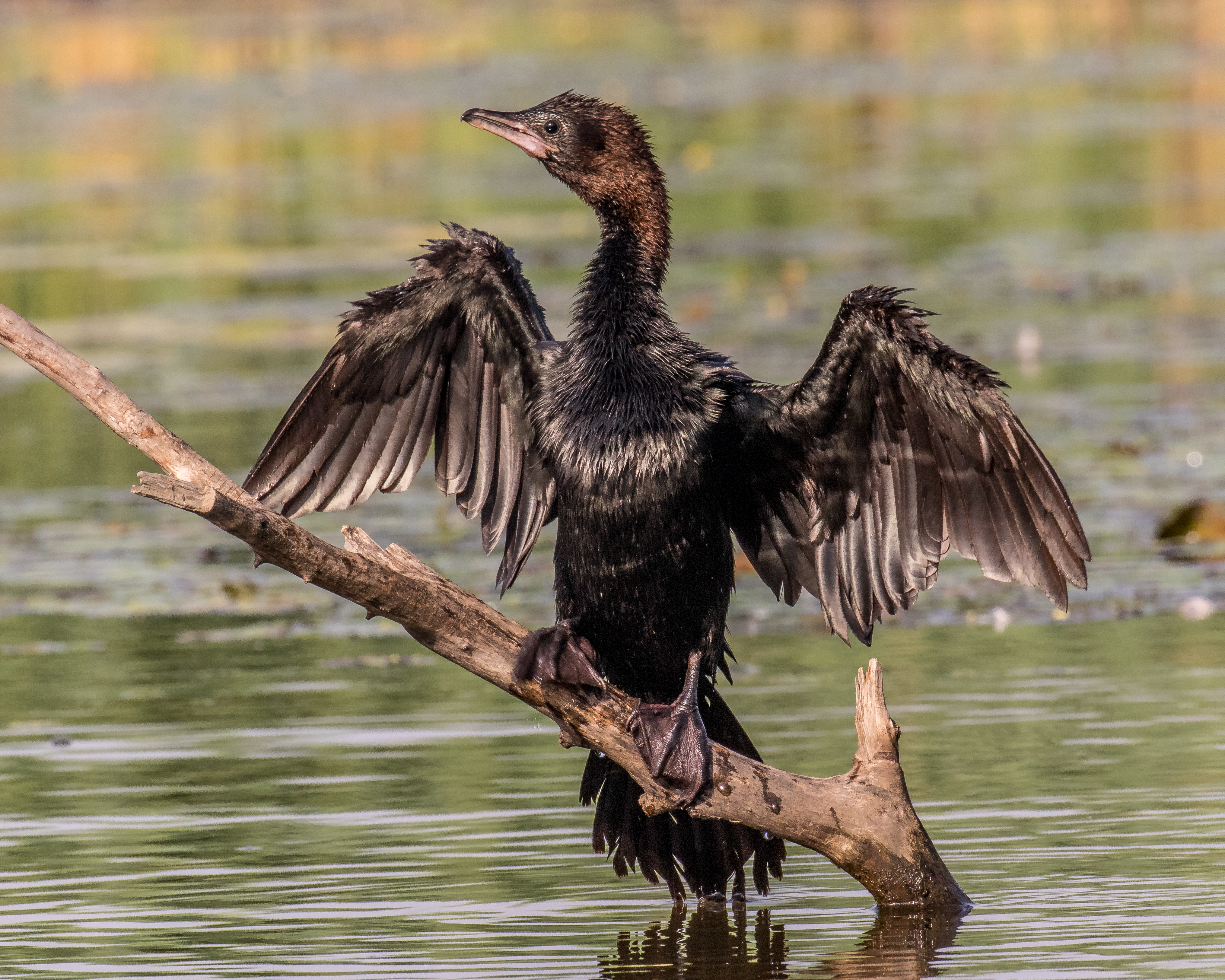

Малый баклан имеет длину около 48 см, размах крыльев около 80 см, что почти в два раза меньше большого баклана. Оперение его чёрное с металлическим зеленоватым блеском, усыпанное белыми отметинами. Голова красновато-коричневая. Клюв относительно короткий, голого пятна возле основания клюва нет. В брачном наряде белые перья расположены по всему телу и имеют каплевидную форму.
Мало осторожен, превосходно плавает и ныряет. Довольно лёгкий полёт со спокойными редкими взмахиваниями крыльев. Обычно держатся одиночно или парами, в осенний период встречаются небольшими стаями, состоящими чаще из одного выводка.
Отдыхает, сидя на ветвях деревьев, на камыше или на каких-либо возвышениях у воды. Сидит прямо, почти вертикально, изогнув S-образно шею, обхватив лапой ветку или камыш и опираясь слегка на хвост. В это время бакланы обычно просушивают своё оперение, раскрыв крылья и изредка помахивая ими.

### Окрас
- Пуховой птенец однотонный, тёмно-бурый.
- Гнездовой наряд: верх головы и шеи бурый, подбородок грязно-белёсый, нижняя сторона шеи светло-бурая. Спина и бока тёмно-бурые, перья верхней части спины имеют светло-бурые окаймления. Плечевые и верхние кроющие крыла с сероватым налётом и с тёмной каймой. Брюшная сторона тела буровато-белая, с рыжевато-бурыми размытыми пятнами на груди и зобе, на задней части брюшной стороны тела пятна черновато-бурые, продолговатой формы, переходящие постепенно в тёмно-бурое подхвостье. Уже в этом наряде в январе появляются на боках зоба несколько белых каплевидных пёрышек.
- Первый брачный наряд: верх головы и шеи буровато-коричневый, нижняя сторона шеи немного светлее, подбородок светло-бурый. Спина и надхвостье чёрные с зеленоватым металлическим блеском. Кроющие крыла, плечевые и второстепенные маховые с сероватым налётом, с тёмной предвершинной и бурой вершинной каймой. Низ тела тёмный, коричнево-бурый с крупными, не очень резкими более светлыми пятнами, образуемыми широкой светлой каймой перьев. Бока тела и подхвостье черновато-бурые.
- Второй брачный наряд: верх головы, шеи и вся верхняя сторона тела окрашены как у взрослой птицы, нижняя сторона тела несколько светлее. Подбородок светло-бурый, низ тела однообразно буровато-чёрный без блеска. Белые каплевидные перья разбросаны по всему телу.
- Второй зимний (послебрачный) наряд почти не отличается от наряда взрослой птицы: нижняя сторона с более слабым металлическим блеском, на нижней части брюха ещё имеются отдельные более светлые перья.
- Послебрачный зимний наряд (взрослая птица): голова и верхняя половина шеи тёмно-коричневые, почти чёрные с буроватым налётом; кольцо у основания клюва почти чёрное. Остальное оперение чёрное с зелёным металлическим блеском на спине и нижней стороне тела. Плечевые, лопаточные и верхние кроющие крыла чёрные с сероватым оттенком и с чёрной каймой отдельных перьев, образующих чешуйчатый рисунок. Клюв черновато-бурый, ноги чёрные, радужина бурая.
- Брачный наряд (взрослая птица) имеет в оперении спинной и брюшной стороны тела и на боках редкие мелкие каплевидные белые перья. Такие же перья, но меньших размеров, расположены вокруг основания клюва и глаз. Самцы и самки окрашены одинаково.

У взрослых птиц 2 линьки в год:
- Частичная предбрачная. Начало линьки — декабрь — январь. Во время частичной линьки птица надевает брачный наряд и носит его приблизительно до июня.
- Полная послебрачная. Начинается в июне и длится по октябрь — ноябрь. Во время полной линьки происходит смена рулевых, маховых и мелкого пера.

### Голос
Малый баклан молчаливая птица, только в период размножения становится крикливой, издавая звуки, подобные кряканью большого баклана.

## Распространение
Южная Европа, Передняя и Средняя Азия. В Европе на юго-востоке от Венгрии, в Словении, в Обедска-Бара в Сербии, на Балканском полуострове, в Румынии в низовьях и дельтах Дуная, в низовьях Днестра, Днепра и других местах на юге Украины, изредка встречаются на севере, в частности в Киевской области и на Закарпатье, в Крыму, по юго-восточному побережью Азовского моря, в дельте Волги, на северо-востоке Кавказа, в Армении и Азербайджане, в Туркменистане, в Аральском море на восточном побережье, на озере Камышлыбаш, в низовьях Сыр-Дарьи вверх до
Джулека и Чиили, в северном и юго-западном Таджикистане, в Малой Азии, в Сирии, в Палестине, в Ираке и Иране на восток до Сеистана. В апреле 2022 года малые бакланы впервые — по всей видимости, из-за шторма — оказались на территории Алтайского края и Новосибирской области, в связи с чем были внесены в список птиц Сибири.
Область зимовок — в Средиземном море у северо-запада Африки, в Адриатическом и Эгейском морях, у побережья Греции, по южному побережью Чёрного моря, в Палестине, Иране, Сеистане, Хорасане, по южному побережью Каспийского моря, в Закавказье и Средней Азии.

### Численность
Многочисленный в Ленкорани (особенно зимой), в дельте и по нижнему течению Сыр-Дарьи и на прилежащих озёрах. Обычен в Таджикистане. Редкая птица в дельте Волги, в Армении, в Туркменистане и по восточному побережью Аральского моря. В Придунавье насчитывается до 2 тысяч гнездящихся пар.

## Образ жизни

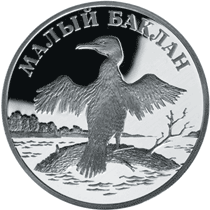
Малый баклан. Монета Банка России — Серия: «Красная книга», серебро, 1 рубль, 2003 год

Оседлая, кочующая и перелётная птица. Во время кочеваний, в особенности осенних, залетает далеко от своих гнездовий, иногда попадает на Украину. Для него характерен очень быстрый и лёгкий полёт. В плавании он не отличается от крупных бакланов.
Селится в густо заросших тростниковой или древесной растительностью побережьях как пресноводных, так и морских водоёмов, богатых рыбой и с прозрачной водой. В горных районах (Армения, Таджикистан) по водоёмам, расположенным в низменных частях страны. Гнёзда малого баклана расположены в тростнике в ветвях ивы и кустарнике возле воды. Особенно излюбленные места — небольшие плавучие островки из отмершей растительности, поросшие мелким камышом, в рукавах и протоках реки.

### Питание
Как и все бакланы, малый является рыбоядной птицей, однако может есть земноводных и креветок.
Пищу малого баклана составляет мелкая рыба (до 12—15 см): краснопёрка, сазан, щука, вобла и так далее.

Если в найденном месте оказывается достаточно пищи, бакланы проводят там долгое время. Обычно они дважды в сутки вылетают на ловлю рыбы. Как только в водоёме рыба убывает, бакланы начинают кочевать в поиске рыбных мест, залетая иногда даже на рисовые поля.

### Размножение

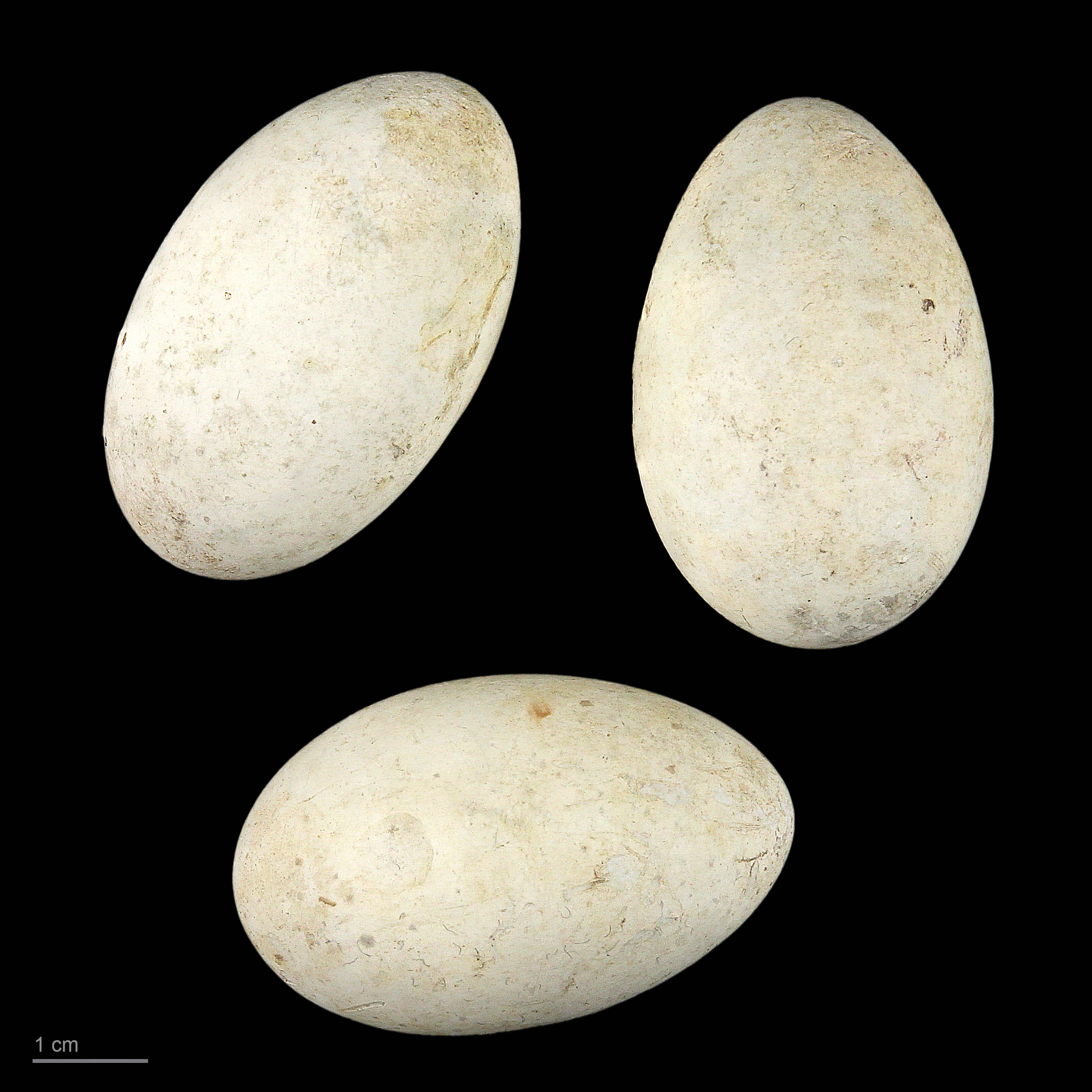
Яйцо Microcarbo pygmeus — Тулузский музей

Моногамный. Гнездится колониями, совместно с другими птицами: большим бакланом, каравайкой, кваквой и пр. Гнёзда делает из сучьев, камыша и тому подобного, которые приносят обе птицы. Лоток выстлан листьями и нежными частями тростника, сильно углублён и плотно утоптан, так что насиживающая птица почти не видна в гнезде. Форма гнёзд — полшара, размеры в диаметре до 25 см. Одно гнездо занимается одной парой в течение ряда лет и каждое гнездо в колонии в тростниках приобретает вид пирамиды.
Половая зрелость наступает в 2 года. В кладке малого баклана 4—6 яиц, реже 3 или 7. Формой яйцо похоже на яйцо большого баклана, но размером меньше (от 4,22×2,8 до 5,33×3,4 см) и известковый слой тоньше. Насиживание длится около месяца, насиживают оба родителя.
Вылупляются птенцы голыми, опушиваются и растут быстро. Ещё с не доросшими маховыми и не умея летать, птенцы покидают гнёзда и передвигаются по колонии. Выкармливают птенцов оба родителя — сначала полупереваренной пищей, которую они отрыгивают в рот птенца, затем мелкой рыбой, и в конце гнездового периода более крупной — 10—12 см. Первое время, пока не окрепнут птенцы, взрослые птицы летают за кормом по очереди — одна из них остается в гнезде, согревая птенцов. Птенцы покидают гнездо в возрасте 70 дней.

## Численность
Малый баклан повсюду редок, кроме дельты Дуная и юго-западного побережья Каспийского моря. Численность малого баклана в европейской части ареала составляет всего 6—7 тысяч пар и продолжает сокращаться. Хотя баклан и не является ценным охотничьим видом, очень много птиц гибнет от рук браконьеров, а также в рыболовных сетях.